# 日本のクイズ番組一覧
日本のテレビ番組一覧 > 日本のクイズ番組一覧
日本のクイズ番組一覧（にほんのクイズばんぐみいちらん）は、日本のクイズ番組の番組名一覧である。

## 現在放映中のクイズ番組（2025年8月現在）
一般視聴者が参加可能な番組は「視聴者参加型」と記述（タレントが出演しているものを含む、視聴者出演に限らず連動データ放送やインターネットなどを含む）。「視聴者参加型」を記していないものはタレントのみが出演。地上波民放で特に記載がないものは東京キー局制作。
放送年は初回放送（レギュラー番組はレギュラー化した月）を基準とする。

### キー局制作で全国ネットされている番組

#### NHK制作
- チコちゃんに叱られる! （2018年 - ）

#### 日本テレビ・ytv系列制作
- 全国高等学校クイズ選手権 （1983年 -）※年1回放送の特番。視聴者参加型・高校生限定[1]
- THE突破ファイル （2018年 -）

不定期放送
- クイズ!あなたは小学5年生より賢いの? （特番:2011年 - ）（レギュラー放送:2019円 - 2024年）

#### テレビ朝日・ABC系列制作
- クイズプレゼンバラエティー Qさま!! （2004年 - ）
- くりぃむクイズ ミラクル9 （2012年 - ）
- 有吉クイズ （2021年 - ）

#### TBS・MBS系列制作
- オールスター感謝祭 （1991年 - ）・オールスター後夜祭 （2018年 -）
- クイズ☆正解は一年後 （2013年 -）※年1回放送の特番。
- オオカミ少年 （深夜放送:2004年 - 2005年）（ゴールデン放送:2021年 -）
- 世の中なんでもHOWマッチ いくらかわかる金? （2024年 - ）

不定期放送
- 日立 世界・ふしぎ発見! （レギュラー放送:1986年 - 2024年）（特番:2024年 - ）

#### テレビ東京・TVO系列制作
- 正解の無いクイズ （2023年 - ）

#### フジテレビ・KTV系列制作
- ネプリーグ （深夜放送:2003年 - 2005年）（ゴールデン放送:2005年 -） 2025年現在、日本のテレビでレギュラー放送されているクイズ番組最長寿[2]
- 今夜はナゾトレ （2016年 -）

不定期放送
- クイズ ドレミファドン! （レギュラー放送:1976年 - 1988年）（特番:1988年 - ）

### ローカル放送
フジテレビ系
- ロザンのクイズの神様 （2021年 - ）

### 衛星放送
- クイズ!脳ベルSHOW （2015年 - ）
- パネルクイズ アタック25 Next （地上波放送:1975年 - 2021年）（BS放送:2022年 - ）※視聴者参加型[1]。

### ウェブテレビ

#### AbemaTV
- チャンスの時間 （2018年 - ）※番組開始時は関連サイトを使用し視聴者参加可能だった

## 過去のクイズ番組
ここでは過去に放送された番組を紹介する。

### キー局制作で全国ネットされた番組
以下に記した物は過去のキー局・準キー局製作番組で、全国ネットされた番組を記する。なお番組の詳細はここでは略する。また視聴者参加型とタレントオンリーの区別もここでは略する。

#### NHK制作（過去）
- 私の仕事はなんでしょう（1953年 - 1954年、日本のテレビにおけるクイズ番組第1号）
- ジェスチャー（1953年 - 1968年）
- 親子クイズ（1954年 - 1956年）
- 私の秘密（1955年 - 1967年）
- 私だけが知っている（1957年 - 1963年）
- それは私です（1960年 - 1968年）
- シャープさん・フラットさん（1962年 - 1970年）
- 連想ゲーム（1969年 - 1991年）
- チャンスだピンチだ（1969年 - 1972年）
- あなたに挑戦!（1972年 - 1975年）
- ぼくらチャレンジャー（1975年 - 1976年）
- ゲーム ホントにホント?（1975年 - 1978年）
- 脱線問答（1978年 - 1984年）
- クイズ面白ゼミナール（1981年 - 1988年）
- どんなモンダイQてれび（1984年 - 1986年）
- クイズ百点満点（1988年 - 1994年）
- ゲーム数字でQ（1991年 - 1993年）
- クイズ日本人の質問（1993年 - 2003年）
- なんでもQ（1995年 - 2006年）
- 推理バラエティー 誰もいない部屋（1999年 - 2000年）
- 頭のゲーム脳ビタくん（1999年 - 2000年）
- お宝映像クイズ 見ればナットク!（2003年 - 2004年）
- あなたも挑戦!ことばゲーム（2004年 - 2005年）
- アートエンターテインメント 迷宮美術館（2003年 - 2009年）
- クイズ日本の顔（2006年 - 2007年）
- クイズ紅白検定（2007年）
- カレンダークイズ あぁー思い出せない（2007年）
- クイズモンスター（2007年 - 2008年）
- クイズでGo! ローカル線の旅（2008年 - 2012年）
- WALKING EYES アルクメデス（2010年）
- 新感覚ゲーム クエスタ（2010年 - 2011年）
- 連続クイズ ホールドオン!（2012年 - 2014年）
- 国民総参加クイズSHOW! QB47（2012年 - 2015年）
- 双方向クイズ 天下統一（2013年 - 2014年）
- クイズ 100人力（2013年 - 2014年）
- 伝えてピカッチ（2013年 - 2015年）
- つっこむクイズ ワンダース（2014年 - 2015年）
- クイズ!丸をつけるだけ（2023年 - 2024年）

#### 日本テレビ・ytv系列制作（過去）
- 三共ゼスチュアクイズ（1953年 - 1957年）
- 物織り大学（1956年）[1]
- シルエットクイズ→花王ワンダフルクイズ（1956年 - 1962年）
- 私のクイズ（1963年 - 1964年）
- これがクイズだ（1965年 - 1966年）
- 日清世界クイズ（1970年 - 1971年）
- 東芝ファミリーホール特ダネ登場!?（1970年 - 1979年）
- クイズオンクイズ!!（1973年 - 1974年）
- ほんものは誰だ!（1973年 - 1980年）
- シャープ・スターアクション→シャープ・新スターアクション!（1973年 - 1980年）
- それは秘密です!!（1975年 - 1987年）
- オールスター親子で勝負!（1976年 - 1978年）
- ハテナ?ドンぴしゃ!（1977年 - 1978年）
- アメリカ横断ウルトラクイズ（1977年 - 1992年、1998年）
- クイズ女性自身（1979年）
- 謎のカーテン!?（1979年 - 1980年）
- うそつきクイズ→クイズ スクエア（1979年 - 1980年）
- 推理クイズ・私がほんもの!（1980年 - 1981年）
- クイズでクイズ（1980年 - 1981年）
- 逆転クイズ スーパービンゴ（1980年 - 1981年）
- 三枝の爆笑夫婦（1980年 - 1985年）
- おもしろ博士クイズ（1982年 - 1983年）
- エッ!うそーホント?（1982年 - 1985年）
- おもしろクイズBOX（1983年 - 1985年）
- クイズ笑って許して!→笑って許して!!（1983年 - 1986年）
- クイズ!!ラブラブジャンプ（1984年）
- 人工衛星クイズ（1984年）
- ワールドクイズ・カンカンガク学（1984年 - 1985年）
- バスクリンファミリータイム 所ジョージのモノMONOウォーズ（1985年）
- おもしろ人間ウォンテッド!!（1985年）
- 今日もワクワク（1985年 - 1986年）
- ワールドクイズ ザ・びっくり地球人!→クイズ・地球NOW（1987年 - 1988年）
- クイズ!!体にいいTV（1988年 - 1989年）
- クイズ世界はSHOW by ショーバイ!!→新装開店!SHOW by ショーバイ!!→新装開店!SHOW by ショーバイ2（1988年 - 1996年）
- どちら様も!!笑ってヨロシク（1989年 - 1996年）
- ビートたけしのお笑いウルトラクイズ（1989年 - 1996年、2007年）
- マジカル頭脳パワー!!（1990年 - 1999年）
- スーパークイズスペシャル（1990年 - 1999年）
- クイズ どんなMONだい?!（1992年 - 1994年）
- 国民クイズ常識の時間→ジョーシキの時間2（2002年 - 2004年）
- 謎を解け!まさかのミステリー（2003年 - 2006年）
- 摩訶!ジョーシキの穴（2004年 - 2005年）
- クイズ発見バラエティー イッテQ!（2005年 - 2006年）
- ロンQ!ハイランド（2005年 - 2008年）
- 週刊オリラジ経済白書（2007年 - 2008年）
- クイズ!イライラ脳天スタジアム→脳天イライラクイズ（2007年 - 2008年）
- 3人協力クイズ!シャムロック（2008年）
- ラリーKING（2008年 - 2009年）
- おとなの学力検定スペシャル小学校教科書クイズ! （2007年 - 2010年）
- 密室謎解きバラエティー 脱出ゲームDERO!（2009年 - 2011年）
- タカトシのクイズ!サバイバル（2012年 - 2014年）
- 宝探しアドベンチャー 謎解きバトルTORE!（2011年 - 2016年）
- 最強の頭脳 日本一決定戦! 頭脳王（2011年 - 2021年）
- ブレインアスリート（2012年）
- 笑う!アメカン→みんなのアメカン（2012年）
- クイズ80（2012年）
- ガチガセ（2012年 - 2013年）
- 快脳!マジかるハテナ（2012年 - 2013年）
- 超問クイズ（2014年 - 2019年）
- クイズハッカー（2019年 - 2021年）
- いざわ・ふくらの解けば解くほど賢くなるクイズ（2020年 - 2021年）
- つぶし合いクイズ!悪意の矢（2020年 - 2021年）

以下よみうりテレビ（ytv）制作
- 巨泉まとめて百万円（1968年 - 1971年）
- クイズEXPO'70（1969年 - 1970年）
- 巨泉のチャレンジクイズ（1971年 - 1972年）
- 一発逆転!!げんてんクイズ（1981年 - 1982年）
- スター爆笑Q&A（1982年 - 1992年）
- クイズ・マネーイズマネー（1986年 - 1987年）
- ザ・ラスベガス（1991年 - 1992年）
- 科学クイズおしえて!ガリレオ（1992年 - 1994年）

以下中京テレビ制作
- 快快!高田病院へ行こう（1992年 - 1993年）
- サルヂエ（2004年 - 2007年）
- 女優魂（2005年 -2006年）
- 業界クイズ ミニキテ!（2007年 - 2008年）

#### テレビ朝日（旧NET）・ABC系列制作（過去）
- まんが海賊クイズ（1966年 - 1968年）
- クイズ大作戦（1968年 - 1971年）

- ゴールデンクイズにっぽん（1969年）
- クイズアクション（1969年 - 1970年）
- クイズタイムショックシリーズ（1969年 - 2022年）
- あつまれ!クイズショー（1971年 - 1972年）
- クイズ・チェック!NOW（1974年）
- フラッシュクイズ（1976年 - 1977年）※初期の『徹子の部屋』内のコーナー
- 私は名探偵（1977年）
- 家族対抗オリンピッククイズ（1979年）
- 象印クイズ ヒントでピント（1979年 - 1994年）
- 家族対抗!!芸能クイズ（1980年）
- クイズ!!マガジン○○（1980年 - 1983年）
- 100万円クイズハンター（1981年 - 1993年）
- 何かとワイド面白地球（1983年 - 1984年）
- あっぱれ外人 DONピシャリ!!（1984年 - 1985年）
- クイズ!!データマッチ（1986年 - 1987年）
- クイズ!メモリアン（1987年）
- クイズMONOものがたり（1988年）
- クイズおもしろTV（1990年）
- 人生クイズ 冠婚葬祭（1990年 - 1991年）
- クイズ!その時どうした!!（1991年）
- クイズ!純粋男女交遊（1992年 - 1993年）
- クイズ!いち2の三枝（1992年 - 1993年）
- 世界とんでも!?ヒストリー（1993年 - 1994年）
- 象印ニュースクイズ パンドラタイムス（1994年 - 1995年）
- 超次元タイムボンバー（1996年 - 1997年）
- クイズ!渡る世間は金ばかり?!（1997年 - 1998年）
- クイズ!バーチャQ（2002年）
- 全国一斉○○テスト（2005年）
- 爆笑問題の検索ちゃん（2005年 - 2009年）
- クイズ・マジジャン（2006年）
- クイズ!ギョーカイ大百科（2006年）
- ザ・クイズマンショー→ザ・クイズマン!（2006年 - 2008年）
- お腹が鳴る絶品グルメ極旨 クイズ!美味紳助（2007年）
- すくいず!（2007年）
- 雑学王（2007年 - 2011年、以後特番として放送）
- 勉強してきましたクイズ ガリベン!（2008年 - 2009年）
- クイズ!スピードキング（2011年 - 2012年）
- 中居正広の身になる図書館（2011年 - 2019年）
- お願い!ランキングGOLD presents 眠れる才能テスト（2012年）
- クイズ逆転階段（2013年）
- THE 博学（2014年 -2015年）
- くりぃむVS林修!クイズサバイバー（2014年 - 2018年）
- アップデート大学（2016年 - 2017年）

以下ABC制作
- 3・3が9イズ（1970年 - 1971年）
- 霊感ヤマカン第六感（1974年 - 1984年）
- 三枝の結婚ゲーム（1976年 - 1977年）
- メロディアタック（1977年 - 1979年）
- 三枝の国盗りゲーム（1977年 - 1986年）
- The ビッグチャンス（1979年 - 1986年）
- 世界一周双六ゲーム（1980年 - 1986年）
- クロスワードクイズ・Theエイリアン（1981年）
- ヒラメキ大作戦（1981年）
- 三角ゲーム・ピタゴラス（1982年 - 1983年）
- ABOBAゲーム（1984年 - 1985年）
- クイズなんでも一番館（1985年 - 1987年]）
- 文珍・頭の新体操→文珍なぞなぞランド（1986年 - 1987年）
- 石坂浩二の世界のうらもおもても（1988年 - 1989年）
- クイズ仕事人⇒クイズバトルロイヤル待ったあり!（1988年 - 1991年）
- クイズ地球の歩き方（1989年 - 1990年）
- 闘え!脳筋カップルズ（1994年）
- 世界痛快伝説!!運命のダダダダーン!→世界痛快伝説!!運命のダダダダーン!Z（2000年 - 2003年）
- 合格!日本語ボーダーライン（2005年 - 2006年、2016年）
- 芸人魂!ガチレース（2006年 - 2007年）
- 一攫千金ヤマワケQ! "責任者はお前だ!"（2007年 - 2008年）
- トリニクって何の肉!?（2019年 - 2022年）

#### TBS・MBS系列制作（過去）
- ぴよぴよ大学（1952年 - 1960年）※初期はラジオ番組だったが、テレビ開局を機に移行
- クイズ・クイズ・クイズ（1964年 - 1965年）
- ベルトクイズQ&Q（1969年 - 1980年）
- 夢の世界旅行・クイズジャンボ（1970年 - 1971年）
- ぴったし カン・カン（1975年 - 1986年）
- クイズダービー（1976年 - 1992年）
- クイズ世界をあなたに（1977年 - 1978年）
- ペア対抗クイズ合戦（1979年 - 1980年）
- クイズ列車出発進行（1979年 - 1980年）
- チェック&チェック（1979年 - 1980年）
- 人生ゲームハイ&ローシリーズ（1979年 - 1985年）
- ザ・チャンス!（1979年 - 1986年）
- 家族対抗クイズ合戦→クイズ100人に聞きました（1979年 - 1992年）
- 日本縦断クイズ合戦（1980年）
- 反応ゲーム2つに1つ（1980年 - 1981年）
- スーパーダイスQ（1980年 - 1984年）
- 桂三枝の連続クイズ（1981年 - 1982年）
- 親子クイズ国語算数理科社会（1982年 - 1983年）
- クイズ天国と地獄（1982年 - 1985年）
- わくわく動物ランド（1983年 - 1992年）
- あんたが出番!面白Q（1984年）
- わかるかな?ワールドジェスチャー（1984年）
- クイズ三角関係（1986年）
- 世界No.1クイズ（1986年）
- わいわいスポーツ塾（1987年 - 1992年）
- クイズこれはウマい!（1988年 - 1989年）
- クイズ日本昔がおもしろい（1988年 - 1991年）
- 史上最強のクイズ王決定戦（1989年 - 1995年）
- オールスター激突クイズ 当たってくだけろ!（1990年 - 1993年）
- 仰天!くらべるトラベル（1991年）
- クイズ!当たって25%（1991年）
- 吉村明宏のクイズランチ（1991年 - 1992年）
- さんまのからくりTV→さんまのSUPERからくりTV（1992年 - 2014年）
- クイズテレビずき!（1993年）
- テレビ進学塾（1993年）
- 自然がいちばん!地球塾（1993年）
- どうぶつ奇想天外!（1993年 - 2009年）
- クイズ悪魔のささやき（1994年 - 1996年）
- 超難解推理クイズ 頭脳警察（1995年）
- クイズ天下一品博物館（1996年）
- クイズ!デイリーママダス（1996年 - 2005年）
- おしえてアミーゴ!!（1997年 - 1998年）
- おサイフいっぱいクイズ!QQQのQ（1998年）
- 特捜!芸能ポリスくん（1998年 - 1999年）
- 天（2002年）
- クイズ×クイズ（ザ・メモリーハンター!・クイズミステリーマンション）（2003年）
- 8時です!みんなのモンダイ（2004年 - 2005年）
- THE CHAIR（2005年）
- 全員正解あたりまえ!クイズ（2005年 - 2006年）
- 島田検定!! 国民的潜在能力テスト→島田検定SUPER!!（2005年 - 2006年）
- ザ・チーター（2005年 - 2006年）
- クイズ!日本語王（2005年 - 2006年）
- クイズ!時の扉（2009年）
- クイズの扉（2009年）
- クイズ ALL FOR ONE（2009年）
- オレたち!クイズMAN（2009年 - 2010年）
- クイズ☆タレント名鑑（2010年 - 2012年）→クイズ☆スター名鑑（2016年 - 2017年）
- イカさま☆タコさま（2011年 - 2013年）
- 頭脳の祭典!クイズ最強王者決定戦!!〜ワールド・クイズ・クラシック〜（2011年）→THEクイズ神（2012年 - 2013年）
- クイズ!イチガン（2012年）
- 2000万円落下クイズ!マネードロップ（2012年 - 2013年）
- 珍種目No.1は誰だ！？ピラミッド・ダービー（2016年 - 2018年）
- 東大王（2017年 - 2024年）
- クイズ!オンリー1（2019年 - 2021年）
- クイズ!THE違和感（2020年 - 2022年）
- クイズ倍買（2021年 - 2023年）

以下MBS制作
- アップダウンクイズ（1963年 - 1985年）[1]
- ダイビングクイズ（1964年 - 1974年）
- ファミリー・クイズ（1967年 - 1968年）
- クイズ・その手にのるナ!!（1968年 - 1970年）
- ランデブークイズ・ペアでハッスル（1968年 - 1971年）
- 東リクイズ・イエス・ノー（1974年 -1975年）
- クイズ世界に挑戦!（1980年 - 1981年）
- クイズMr.ロンリー（1982年 - 1987年）
- 世界まるごとHOWマッチ（1983年 - 1990年）
- 全国縦断!クイズあのねのね→日本列島縦断クイズ（1984年 - 1985年）
- クイズ!!ひらめきパスワード（1985年 - 1992年）
- 世界まるごと2001年（1990年 - 1991年）
- 敏感!エコノクエスト（1991年）
- 新伍のワガママ大百科（1992年 - 1993年）
- ダウトをさがせ!→ダウトをさがせⅡ→ダウトをさがせR（1992年 - 1995年）
- 世界バリバリ★バリュー（2003年 - 2008年）
- クイズ!家族でGO!!（2004年）
- 知ったかぶりクイズ!あなた説明できますか（2005年 - 2006年）
- 世界ウルルン滞在記 （1995年 - 2007年）→世界ウルルン滞在記ルネサンス（2007年 - 2008年）→世界ウルルン滞在記2008（2008年）

以下CBC制作
- クイズ!おみごと日本（1992年）

#### テレビ東京（旧東京12チャンネル）・TVO系列制作（過去）
- 迷路でデート!（1976年 - 1977年）
- 対決!スーパーカークイズ（1977年 - 1979年）
- ドラフトクイズ（1979年）
- 野球クイズ一発逆転（1980年）
- ジョギングクイズ（1980年）
- クイズでボーイハント（1980年 - 1981年）
- 3時のおじゃまクイズ（1980年 - 1982年）
- 三枝のホントにホント（1981年）
- クイズ・ビンゴっこ!（1982年）
- クイズ地球まるかじり（1983年 - 1994年）
- よろしく!すねかじり ゲーム&クイズ（1987年）
- クイズところ変れば!?（1987年 - 2000年）
- 熱闘!スポーツクイズ（1988年）
- 新伍のギャップが素敵（1989年 - 1990年）
- タモリの音楽は世界だ!（1990年 - 1994年）
- スーパーゲームクイズ覇王（1994年）
- ニョキニョキ植物王国（1994年 - 1995年）
- プロ野球夢のオールスタークイズ日本一（1994年 - 2005年）
- クイズ赤恥青恥（1995年 - 2003年）
- 決戦!クイズの帝王（1996年 - 1997年）
- ジャングルJUNGLE（1997年）
- クエス・ファイブ（2004年）
- 三宅式こくごドリル（2005年 - 2006年）
- ハゲタカウォーズ!!（2006年）
- ロンブーの怪傑!トリックスター（2006年 - 2009年）
- 地球調査船アメディゾン（2007年 - 2009年）
- 仰天クイズ! 珍ルールSHOW（2011年 - 2012年）

以下TVO制作
- 和風総本家→二代目 和風総本家（2008年 - 2020年）

#### フジテレビ・KTV系列制作（過去）
- ズバリ!当てましょう（1961年 - 1972年 1975年 - 1982年）
- オリンピックショウ 地上最大のクイズ→ジェットショー地上最大のクイズ（1962年 - 1965年）
- ちびっこトリオクイズ（1966年 - 1967年）
- 世界一周!!ランニングクイズ（1969年）
- エスカレーションクイズ「対決!1対10」（1969年）
- 3000万円クイズ（1969年 - 1970年）
- クイズ・キングにまかせろ!（1970年）
- クイズグランプリ（1970年 - 1980年）
- クイズの王様（1972年 - 1974年）
- ジャンボクイズ100対100（1974年）
- やりくりクイズ30万に挑戦（1976年 - 1977年）
- クイズ・ドレミファドン!（1976年 - 1988年）
- クイズタッグマッチ（1977年 - 1978年）
- 12時開演! 買物ゲーム用意ド〜ン!（1978年）
- 12時開演! 電リク!スター歌謡曲（1978年）
- 正解のないクイズ（1979年 - 1980年）
- アイ・アイゲーム（1979年 - 1985年）
- それいけ!実験クイズ（1980年）
- いい旅、ときめき本線〜チャレンジ20000キロ（1980年 - 1981年）
- クイズ漫才グランプリ（1981年）
- 逆転クイズジャック（1981年）
- クイズ!ベストカップル（1981年 - 1982年）
- 映像クイズ・ア!知ッテレビジョン→知ッテレビジョン→クイズ!知っテレQ（1981年 - 1983年）
- なるほど!ザ・ワールド（1981年 - 1996年）
- 小川宏のなんでもカンでも!（1982年 - 1985年）
- クイズのりもの講座（1984年）
- クイズ地球どんぶり!→ザ・地球どんぶり（1984年 - 1985年）
- TVプレイバック（1985年 - 1989年）
- 所さんのただものではない!（1985年 - 1991年）
- クイズなっとく歴史館（1988年 - 1989年）
- 加トちゃん逸見のクイズスターの素顔ウラ顔（1988年 - 1991年）
- クイズ!年の差なんて（1988年 - 1994年）
- IQエンジン（1989年）
- クイズ!世にも不思議な逆回転（1989年 - 1990年）
- クイズ! 加トちゃんの1! 2! 3!（1989年 - 1990年）
- クイズ!早くイッてよ（1989年 - 1992年）
- クイズいただきます（1990年）
- 世界の常識・非常識!（1990年 - 1991年）
- クイズ&ゲーム太郎と花子（1990年 - 1992年）
- FNS1億2000万人のクイズ王決定戦（1990年 - 1994年）
- 運命GAME（1991年）
- TVブックメーカー（1991年 - 1992年）
- カルトQ（1991年 - 1993年）
- たけし・逸見の平成教育委員会→平成教育委員会（1991年 - 1997年）
- クイズ!超選択（1992年）
- 関根&ルーの!クイズサクセス（1992年 - 1994年）
- ゴールデンタイム（1994年）
- 天才!ヒポカンパス（1996年）
- BANG! BANG! BANG!（1996年）
- クイズ!歌うぞ音楽王（1996年）
- 中居正広のボクらはみんな生きている→中居正広のボク生きⅡ（1997年 - 1999年）
- クイズ$ミリオネア（2000年 - 20007年）
- 新常識クイズ!目からウロコ（2001年）
- ウィーケストリンク☆一人勝ちの法則（2002年）
- バッテンクイズ HEXAGON→クイズ!ヘキサゴン（2002年 - 2005年）
- クイズ!スパイ2/7（2004年 - 2005年）
- 脳内エステ IQサプリ（2004年 - 2009年）
- 平成教育予備校（2005年 - 2006年）
- クイズ!ヘキサゴンII（2005年 - 2011年）
- 熱血!平成教育学院（2006年 - 2011年）
- 月刊!検定パンチ（2007年 - 2008年）
- ペケ×ポン（2007年 - 2016年）
- 検定ジャポン（2008年）
- 一攫千金!日本ルー列島（2008年 - 2009年）
- 全国一斉!日本人テスト（2008年 - 2009年）
- ホンネの殿堂!!紳助にはわかるまいっ（2009年 - 2010年）
- 1年1組 平成教育学院（2011年）
- YOU vs. 7（2011年 - 2012年）
- 脳活アップデートQ!スマートモンキーズ!!（2012年）
- クイズ・ソモサン・セッパ!（2012年 - 2014年）
- 推理せよ!迷Qポワロ（2013年 - 2014年）
- クイズ30〜団結せよ!〜（2014年）
- 日本語探Qバラエティ クイズ!それマジ!?ニッポン（2014年 - 2015年）
- 優しい人なら解ける クイズやさしいね（2015年 - 2017年）
- ちょっとザワつくイメージ調査 もしかしてズレてる?（2017年）
- 最上級のひらめきニンゲンを目指せ!クイズ!金の正解!銀の正解!（2017年）
- 潜在能力テスト（2017年 - 2023年）
- 超逆境クイズバトル!! 99人の壁（2018年 - 2021年）

以下KTV制作
- クイズDEデート（1977年 - 1985年）

以下東海テレビ制作
- 超特急ファミリーマッチ（1972年 - 1974年）

### 衛星系（BS・CS）（過去）
BS2・BShi
- にっぽん力検定→双方向クイズ にっぽん力（2007年 - 2010年）

BS日テレ
- 頭脳バトルBRAIN MAX→頭脳バトルBRAIN-X（2001年 - 2005年）

BS朝日
- クイズ!人生ゲーム（2004年 - 2006年）
- みんなの脳ドリル（2006年 - 2007年）

BS-TBS（旧BS-i）
- TIME OVER（2000年 - 2005年）

フジテレビONE+TWO+NEXT（旧フジテレビ721+739+CSHD）
- クイズ王最強決定戦〜THE OPEN〜（2005年 - 2007年）

スペースシャワーTV
- 梁山泊（1999年 - 2003年）
- ドーデカス（2004年 - 2006年）
- スペシャにチャレンジ 音知連（2007年 - 2008年）

アイドル専門チャンネルPigoo
- 安奈聖羅のクイズ永島石田（2018年）

BSスカパー!
- ダラケ! 〜お金を払ってでも見たいクイズ〜（2014年 - 2020年）

ファミリー劇場
- Knock Out-競技クイズ日本一決定戦-（2016年 - 2018年）

### ローカル放送（過去）
日本テレビ系
- ビバ!クイズ（1974年 - 1993年）
- クイズ新幹線（1977年 - 1978年）
- 電脳☆GQバトラー!!（1995年 - 1996年）

テレビ朝日系
- マゴベエ探偵団（1976年 - 1980年）
- 夫婦でドンピシャ! （1976年 - 1982年）
- ナイトinナイト・おっちゃんVSギャル（1986年 - 2000年）
- クイズ仕事人（1988年 - 1991年）
- 番組対抗Qイズ謎語（1992年 - 1993年）
- クイズ!紳助くん（1993年 - 2011年）
- プロジェクトQ（2002年）
- 知ってるor知ったか?クイズ!バレベルの塔（2013年）

TBS系
- 日曜教室（1959年 - 1965年）
- 天才クイズ（1967年 - 2004年）
- ほっとないとHOKKAIDO（1986年 - 1998年）
- クイズマラソン やっとられま1000モン（1993年・1996年・1997年）
- クイズGoGoZ（1995年 - 1996年）
- UTYわいわいQGランド（? - 2009年）

フジテレビ系
- 音楽クイズ・セクションフォー（1977年 - 1978年）
- 家族対抗チャンスクイズ（1978年 - 1984年）
- チャレンジQ（1980年 - 1982年）
- ノンストップゲーム（1980年 - 1989年）
- クイズクロス5（1983年 - 1988年）
- まるごとハワイへチャンスクイズ（1984年 - 1985年）
- どっきりQ（1985年 - 1989年）
- エンジェルツアーハッピークイズ（1988年 - 2000年）
- クイズ1万ジャック!→クイズ1万ジャック!SUPER（1992年 - 1999年）
- クイズ関西人の脳みそ（1994年）
- クイズで公認!恋のおやジルシ（2000年 - 2002年）
- 脳内活性!クイズファクトリー（2006年）
- 頭脳回転ずしQ兵衛（2012年）
- 視聴者参加型生クイズ お茶の間アンサー!（2014年）

独立UHF放送局
- クイズハッピーチャンス（1978年 - 1979年）
- クイズバトンタッチ（1980年 - 1983年）
- カルチャーSHOwQ〜21世紀テレビ検定〜（2007年 - 2009年）
- SANDWICH-MAN QUIZ THE PRICE SHOW（2012年 - 2013年）

独立局
- おじゃまします!市町村街かどクイズ（1986年 - 2021年）

### クイズコーナーが存在していた番組
- 痛快!明石家電視台（1991年 - 2013年）※番組自体は放送中。

### クイズ番組のようなCM
- シャープ株式会社 「日本一短いクイズショー シャープに答えて!」（司会:ラサール石井）
- キュートーシステム「クイズキュートーA篇」「クイズキュートーB篇」

### ラジオ番組
NHK
- 話の泉 （1946年 - 1964年）※日本の放送におけるクイズ番組第1号[3]
- 二十の扉（1947年 - 1960年）[3]
- 私は誰でしょう（1949年 - 1969年）
- 三つの歌（1952年 - 1970年）
- おしゃべりクイズ疑問の館（2000年 - 2011年）

民放
- ストップ・ザ・ミュージック（1951年 - 1958年）※日本の民放第1号のクイズ番組
- バイバイゲーム（1951年 - 1958年）
- 近鉄パールクイズ（1952年 - 1958年）
- バイバイクイズ7・20（1976年 - 1984年）
- 新幹線ミュージッククイズ（1978年 - 1997年）
- ザ・マンザイクイズ（1980年 - 1982年）

### 配信番組
- QUIZOOM（2020年）